# Налогообложение
Налогообложе́ние — совокупность налогов и сборов, взимаемых в установленном законом порядке.

## Определение
Согласно БРЭ налогообложение с позиции макроэкономического подхода — это процесс перераспределения ВВП с целью формирования финансовых средств, необходимых для оказания государством общественных благ (услуги национальной обороны, охраны общественного порядка, судебной системы и другие); с позиции микроэкономического подхода — это процесс исчисления и уплаты в бюджет налогоплательщиком (физическим лицом или организацией) установленных законом налогов.

## История
В VII—VI вв. до н. э. в Древней Греции были введены налоги на доходы в размере 1/10 или 1/20 части доходов.

## Принципы налогообложения
Основными принципами налогообложения являются:
- принцип справедливости (всеобщность обложения и равномерность распределения налогового бремени между налогоплательщиками соразмерно доходам);
- принцип определённости (налогоплательщик осведомлён о размере налога, способе и времени платежа заранее);
- принцип удобства (налогообложение удобно при взимании налогоплательщику и устраивает по времени);
- принцип экономичности (издержки при взимании налога должны быть минимальны);
- принцип нейтральности (налогообложение нейтрально в отношении форм и методов законной экономической деятельности);
- принцип однократности обложения (один и тот же объект облагается одним видом налога и только один раз за период);
- принцип единства (едино на всей территории страны и для всех юридических и физических лиц одной категории);
- принцип умеренности (налогообложение соразмеримо доходам налогоплательщика и не приводит к самоликвидации как хозяйствующего субъекта);
- бюджетный федерализм (установлены чёткие налоговые полномочия между различными уровнями государственной власти).

## Виды налогообложения
Выделяют следующие виды налогообложения:
- подоходное налогообложение, где объект налогообложения — доход экономического агента (налог на доходы физических лиц, налог на прибыль, единый сельскохозяйственный налог, налог по упрощённой системе, единый налог на вменённый доход);
- поимущественное налогообложение, где объект налогообложения — имущество (налог на недвижимость, налог на капитал компании, налог на переход права собственности);
- налогообложение потребления, где объект налогообложения — потребитель, а не налогоплательщик (налог на добавленную стоимость, акцизы и таможенные пошлины).

Кроме того налогообложение бывает:
- прогрессивное налогообложение (рост налоговой ставки по мере роста налогооблагаемой базы);
- пропорциональное налогообложение (неизменность налоговой ставки при росте или сокращении налогооблагаемой базы);
- регрессивное налогообложение (снижение налоговой ставки по мере роста налогооблагаемой базы).